# Torneo de Estambul 2015
El Istanbul Cup 2015 (también conocido como el BNP Paribas İstanbul Copa TEB por razones de patrocinio) es un torneo de tenis jugado en canchas duras al aire libre. Se trata de la octava edición de la Copa de Estambul, y es parte de los torneos de la WTA Internacionales de la WTA Tour 2015. Se llevará a cabo en Estambul, Turquía, del 20 de julio hasta el 27 de julio de 2015. Esta será la segunda edición del torneo desde 2010. El evento no se llevó a cabo en el período 2011-2013, porque la WTA Tour Championships se celebraron en Estambul durante esos año.

## Cabeza de serie

### Individual
| Tenista                   | Ranking | Preclasificada |
| Venus Williams            | 15      | 1              |
| Elina Svitolina           | 17      | 2              |
| Jelena Janković           | 25      | 3              |
| Alizé Cornet              | 28      | 4              |
| Camila Giorgi             | 31      | 5              |
| Daria Gavrilova           | 39      | 6              |
| Anastasiya Pavliuchenkova | 40      | 7              |
| Monica Niculescu          | 41      | 8              |

- Ranking del 13 de julio de 2015

### Dobles
| Tenista                                     | Ranking | Preclasificada |
| Andrea Hlaváčková Anastasiya Pavliuchenkova | 44      | 1              |
| Margarita Gasparyan Alexandra Panova        | 133     | 2              |
| Oksana Kalashnikova Nadiia Kichenok         | 151     | 3              |
| Vitalia Diatchenko Olga Savchuk             | 170     | 4              |

## Campeonas

### Individual Femenino
Lesia Tsurenko venció a  Urszula Radwańska por 7-5, 6-1

### Dobles Femenino
Daria Gavrilova /  Elina Svitolina vencieron a  Çağla Büyükakçay /  Jelena Janković por 5-7, 6-1, [10-4]